# Max Rieck
Max Rieck (* 10. Mai 1857 in Strelitz; † 19. März 1932 in Hamburg) war ein deutscher Kaufmann und Unternehmer sowie Publizist und Verleger, der sich vor allem auf dem Gebiet der Kakao- und Süßwarenwirtschaft betätigte.

## Leben
Rieck stammte aus einer Mecklenburger Bauernfamilie. Nach dem Besuch der Bürgerschule in Strelitz begann er mit 14 Jahren eine vierjährige Kaufmannslehre und arbeitete anschließend acht Jahre als Gehilfe, davon zwei Jahre für den Dresdener Schokoladenhersteller Jordan & Timaeus. 1883 ließ er sich als selbständiger Kaufmann in Hamburg nieder und übernahm 1887 die Hansa-Cacao- und Chocoladenfabrik mit einer Verkaufsstätte im Haus Steindamm 37, die jedoch schon 1893 durch ein Feuer vollkommen vernichtet wurde. Sein Außenhandelsgeschäft importierte hauptsächlich Kakao, Mandeln, Nüsse, Rohrzucker und Fruchtkonserven, exportierte Halbfertigprodukte für die Kakao- und Süßwarenindustrie und war im Kommissionshandel tätig. Rieck betrieb dieses Geschäft mit großem Erfolg und besaß Lager in Brüssel, Genua, London, New York, St. Petersburg und Warschau.
Daneben begann Rieck, Publikationen für die Kakao- und Schokoladenindustrie zu verfassen und zu verlegen. 1895 veröffentlichte er unter dem Pseudonym Adolf Gordian ein vierbändiges Kompendium mit dem Titel Die deutsche Chocoladen- und Zuckerwaaren-Industrie, Aus der Praxis für die Praxis. Im Mai 1895 begründete er die Zeitschrift Gordian, die sich an die Kakao-, Schokoladen- und Zuckerwarenindustrie wandte, zweiwöchentlich in Hamburg erschien und internationale Beachtung fand. Das unabhängige Blatt kommentierte in deutlichen, oft bissigen Worten die aktuelle Entwicklung auf den Märkten für Rohstoffe und Erzeugnisse, die Tätigkeit der Industrieverbände, Rechtsstreitigkeiten und Urteile, Gesetzesinitiativen usw. Breiten Raum nahmen lange Zeit ausführliche Berichte über den Außenhandel, insbesondere auch die aktuellen Preise auf den Handelsplätzen für Kakaobohnen, Kakaobutter und andere Handelsgüter ein. Der Gordian entwickelte sich zu einer international anerkannten Fachzeitschrift und erschien mit Unterbrechung zwischen 1943 und 1948 über 100 Jahre lang. Erst 2003 stellte er das Erscheinen ein.

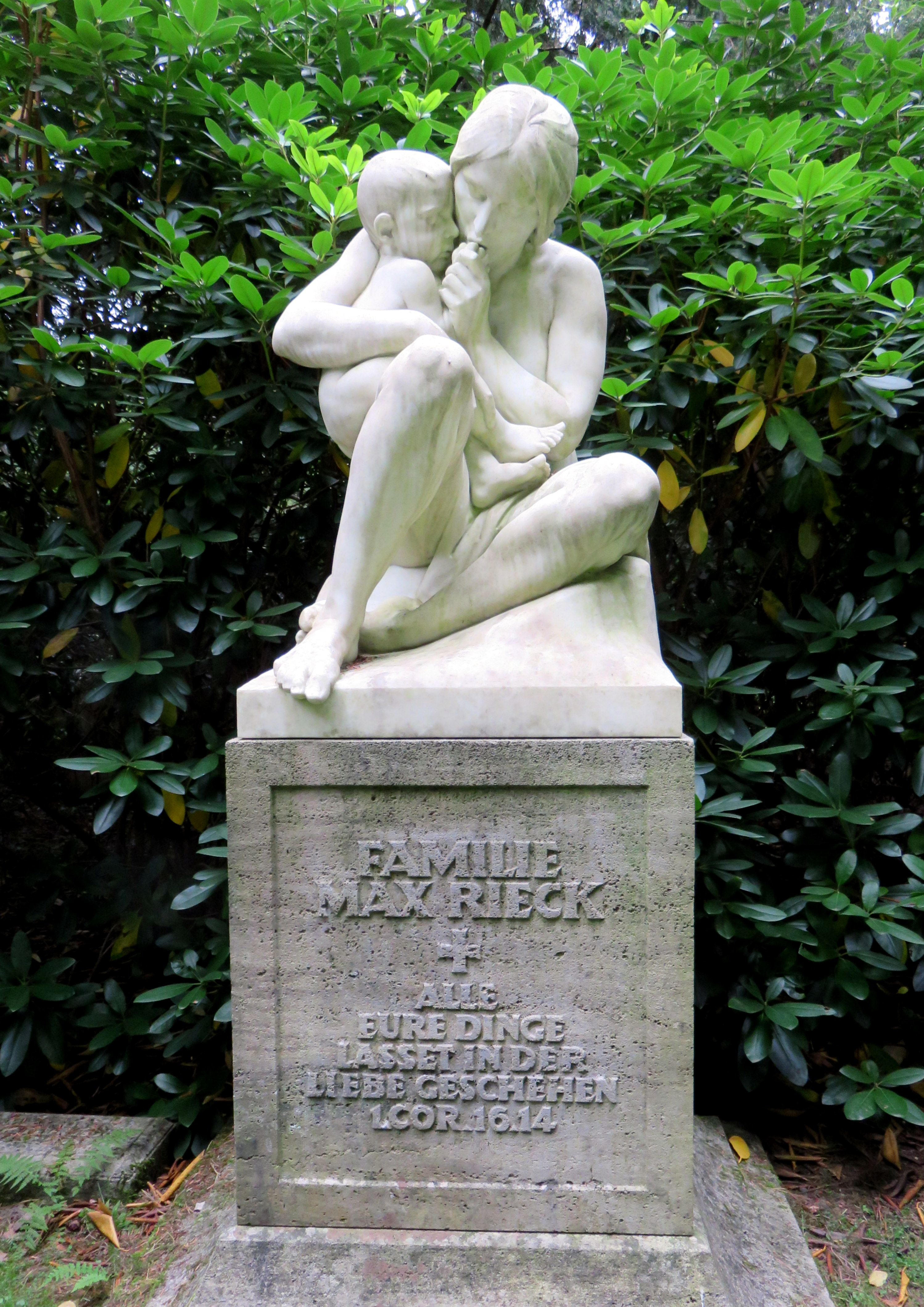
Familiengrab Max Rieckauf dem Friedhof Ohlsdorf, Skulptur von Franz Dorrenbach

Neben seinen Fachpublikationen verfasste Rieck auch Beiträge zu verschiedenen volkswirtschaftlichen Fragen, die er – zum Teil anonym oder pseudonym – als Broschüren oder in Form von Zeitschriftenbeiträgen veröffentlichte, unter anderem in den Grenzboten, in der von Christoph Schrempf herausgegebenen Wahrheit und in Maximilian Hardens Zukunft. Insbesondere widmete er sich kritisch der Effizienz des Handels unter Titeln wie: Ist der Handelsstand produktiv?, Kaufmann oder Schmarotzer? und Verschwendung im Handel. Aus dem Nachlass des Hamburger Großhändlers Bleicken gab er dessen Werk Der Handel auf altruistischer Grundlage heraus.
Max Rieck erfand auch ein verbessertes Verfahren zur Herstellung von stark entöltem Kakaopulver, auf das er 1895 ein Patent erhielt. Im Wesentlichen bestand seine Idee darin, die Kakaokerne nicht wie üblich vor dem Pressen fein zu mahlen, sondern in einem mehrstufigen Verfahren zunächst in geschrotetem, dann in grob, zuletzt in fein gemahlenem Zustand auszupressen. Das von Rieck erfundene Verfahren legte den Grundstein zum Erfolg des Wandsbeker Unternehmens Reichardt, das sich später zu einem der größten kakaoverarbeitenden Betriebe der Welt entwickelte. Als das Reichardtsche fettarme Kakaopulver von Konkurrenten und Wissenschaftlern angegriffen wurde, verteidigte auch Rieck das Produkt leidenschaftlich im Gordian.
Rieck gehörte zu den Gründern der Hamburgischen Wissenschaftlichen Stiftung, der er im März 1907 und im April 1908 jeweils 5000 Mark spendete (gemessen an einigen anderen Spendern ein eher kleiner und später Beitrag). Aus diesem Grund ist sein Name bis heute als einer von 47 Förderern auf einer Marmorsäule zu lesen, welche die Stiftung in ihrem 1909–1911 errichteten Vorlesungsgebäude (dem heutigen Hauptgebäude der Universität Hamburg) anbrachte.
Max Riecks Grabstätte befindet sich auf dem Ohlsdorfer Friedhof in Hamburg im Planquadrat AD 18 südwestlich von Kapelle 7.